# Franz Koglmann
Franz Koglmann (Mödling, 22 mei 1947) is een Oostenrijkse jazztrompettist en -bugelist.

## Biografie
Na zijn studie in New York en Philadelphia (Pennsylvania) en samenwerking met Weense avant-garde jazzmuzikanten als Walter M. Malli, Harun Barrabas, Toni Michlmayr, richtte Koglmann in 1973 het label Pipe Records op, waarbij hij drie platen opnam met o.a. Steve Lacy en Bill Dixon. Van 1978 tot 1981 was hij muzikaal adviseur van de galerij naast St. Stephan, voordat hij (1982) samen met zijn partner Ingrid Karl de Wiener Musik Galerie oprichtte, die tal van internationale festivals en workshops hield. In 1984 formeerde hij ensemble Franz Koglmann Pipetet, waartoe internationaal bekende muzikanten behoorden als Tony Coe, Tom Varner en Peter Herbert. Van 1986 tot 1996 werden de cd's van Koglmann uitgebracht door het Zwitserse label HatHut Records, van 1999 tot 2004 was hij artistiek leider van het Frankfurtse cd-label between the lines, dat werd opgericht in 1998 op initiatief van de fondsbeheerder Paul Steinhardt in Frankfurt en waarbij third stream-muzikanten als Ran Blake werden uitgebracht.
Toen Pipetet werd opgericht, strookte de moeilijke balans tussen compositie en improvisatie voor het eerst met zijn ideeën en op basis hiervan ontwikkelde hij grotere cycli als The Use of Memory (in première op het Donaueschingen Music Festival in 1990). Dit wordt gevolgd door grootschalige werken in opdracht voor de Wiener Festwochen (Ein schöner, heller, lichter Tag onder Dennis Russell Davies, 1997), voor het Klangforum Wien (Don't Play, Just Be onder Sylvain Cambreling, 1998) en de opera Fear Death by Water volgens The Waste Land van T.S. Eliot (libretto: Christian Baier, onder muzikale leiding van Peter Burwik en geregisseerd door Michael Scheidl, in première in 2003 in MUQUA Wenen). In 2007 realiseerde hij namens de culturele hoofdstad Sibiu (Roemenië) de suite Nocturnal Walks, gebaseerd op Joseph Haydns Symfonie nr. 27 met de stem van Emil Cioran. (cd op col legno).
De meeste werken van Koglmann hebben genre-verwijzingen, bijvoorbeeld naar de beeldende kunst, literatuur (tekstinstellingen) naar film (bijvoorbeeld een stilstaand beeld van L'Année dernière à Marienbad van Alain Resnais werd gebruikt als cover voor de cd L'heure bleue) en naar het theater (de cd Venus in Transit was oorspronkelijk een podiummuziek voor Beverly Blankenship). Koglmann heeft gewerkt met muzikanten als Lee Konitz (We Thought About Duke), Paul Bley, Gary Peacock en Misha Mengelberg. Samen met saxofonist Tony Coe formeerde hij het Monoblue Quartet (huidige bezetting met Ed Renshaw en Peter Herbert) en het Pipe Trio met Rudolf Ruschel en Raoul Herget. Er zijn ook speciale bezettingen (bijvoorbeeld een duo met pianist Oskar Aichinger, dat af en toe wordt uitgebreid met drummer Wolfgang Reisinger). Met de ensembles maakte hij gastoptredens tijdens internationale festivals.

## Onderscheidingen en prijzen
Koglmann ontving de volgende prijzen: Hans Koller-prijs - cd van het jaar voor Don’t Play, Just Be (2003), de waarderingsprijs voor muziek van de deelstaat Neder-Oostenrijk (2003), de prijs van de stad Wenen voor muziek (2001) en de compositieprijs van de First Austrian Savings Bank (1997). In 2008 ontving hij de Ernst Krenekprijs voor zijn werk Nocturnal Walks. Ö1- Pasticcio-prijs voor G(ood) luck (2015). In 2019 werd hij geëerd met de Oostenrijkse eremedaille voor wetenschap en kunst. Hij ontving ook een promotieprijs van het muziekdepartement van de deelstaat Neder-Oostenrijk in 1992, staatsbeurzen voor compositie in 1989 en 1995, en een promotieprijs voor muziek uit de Republiek Oostenrijk in 1987, evenals 1972 en 1976 promotieprijzen van het Kunstfond der Stadt Wien.

## Discografie

### Podiumwerken
- 2003: Fear Death by Water – A Beach Opera. Libretto: Christian Baier met Morenike Fadayomi, Walter Raffeiner, Birgit Doll, Alexander Waechter, Nikolaus Kinsky, het Monoblue Quartet en het exxj…ensemble XX. eeuw, o.l.v. Peter Burwik. CD BTL 034
- 2011: Identities – Ballet volgens de roman L'identité van Milan Kundera. scenario: Christian Baier. choreographie: Xin Peng Wang (Ballett Dortmund)
- 2013: Join! – Opera in 3 akten. Libretto: Alfred Zellinger, regie: Michael Scheidl, met Katja Reichert, Wolfgang Gratschmaier, Anthony Heidweiller, Annette Schönmüller, Sebastien Soulès, Max Niemeyer, Dennis Kozeluh, orkest: Ensemble „die Reihe“, dirigent: Carsten Paap (netwerktijd in coöperatie met de Wiener Festwochen). ORF cd 3177 / Cracked Anegg Records
- 2017: Liebe Sophie – een correspondentiethriller voor jazztrio, spreker en orkest. compositie: Franz Koglmann; tekst: David Schalko; visualisering: Jakob Kirchmayr; ORF Radio-Symphonieorchester Wien; Altsaxofoon: Christian Maurer; jazztrio: Koglmann/Arcari/Pasztor; dirigent: Carsten Paap; spreker: Markus Hering; regie en opnameleiding: Julian Pölsler. ORF-dvd van de première van september 2017

### Franz Koglmann Pipetet (dirigent Gustav Bauer)
- 1984: Schlaf Schlemmer, Schlaf Magritte met Theo Jörgensmann
- 1986: Ich, Franz Koglmann
- 1988: Orte der Geometrie - speciale gast: Ran Blake
- 1989: A White Line - speciale gast: Paul Bley
- 1990: The Use of Memory
- 1993: Cantos I – IV
- 2001: O Moon My Pin-Up - Libretto: Christian Baier
- 2005: Let's Make Love – An Imaginary Play In 12 Scenes Libretto: Christian Baier

### Monoblue Quartet
- 1991: L' Heure Bleue met Misha Mengelberg
- 1994: We Thought About Duke met Lee Konitz en het Pipe Trio
- 1999: Make Believe met Tom Varner en Brad Shepik
- 2000: An Affair With Strauss
- 2009: Lo-lee-ta, Music on Nabokov met Wolfgang Mitterer

### Verdere formaties
- 1973: Flaps met Steve Lacy
- 1977: Franz Koglmann/Bill Dixon: Opium/For Franz (Pipe Records) met Josef Traindl, Steve Lacy, Cesarius Alvim, Aldo Romano resp. Steve Horenstein, Gerd Geier, Alan Silva, Toni Michlmayr, Walter Malli
- 1976: Opium/For Franz met Steve Lacy en Bill Dixon
- 1985: Good Night
- 1987: About Yesterdays Ezzthetics met Steve Lacy
- 1992: Annette met Paul Bley en Gary Peacock
- 2001: Venus In Transit
- 2002: Don't Play, Just Be met het Klangforum Wien
- 2004: The Bridal Suite met Oskar Aichinger
- 2007: Nocturnal Walks met het Ensemble exxj, dirigent Peter Burwik
- 2015: G(ood)luck met Mario Arcari en Attila Pasztor
- 2019: Franz Koglmann Septet (met Clark / Arcari / D'Agaro / Turkovic / Pasztor / Herbert): Fruits Of Soli (HatHut Ezz-Thetics)